# Pavle Ivić
Pour les articles homonymes, voir Ivić.
Pavle Ivić (en serbe cyrillique : Павле Ивић ; né le 1er décembre 1924 à Belgrade et mort le 19 septembre 1999 dans la même ville) est un linguiste, philologue et historien des langues yougoslave et serbe. Il était membre de l'Académie serbe des sciences et des arts.

## Biographie
Le père de Pavle Ivić était l'historien Aleksa Ivić ; il a été marié à la linguiste Milka Ivić (1923-2011), membre de l'Académie serbe des sciences et des arts, et il a eu un fils, Aleksandar Ivić (1949-2020), mathématicien et lui aussi membre de cette académie,.
Il était professeur titulaire à l'université de Novi Sad et à l'université de Belgrade.
En 1973, il est devenu membre étranger honoraire de l'Académie américaine des arts et des sciences et, la même année, membre honoraire de la Société linguistique d'Amérique. Un peu plus tard, il a reçu un doctorat honorifique du Columbus State Community College (Ohio, USA).
Il a donné des conférences, entre autres, dans les villes suivantes : Seattle, Los Angeles, Santa Barbara, Berkeley, Stanford, Columbus, Ann Arbor (aux États-Unis); Melbourne, Moscou, Amsterdam, Leyde, Marbourg, Munich, Zurich, Innsbruck, Klagenfurt, Graz, Vienne, Budapest, Erlangen, Wurtzbourg, Münster. Il a participé avec des articles à des congrès slavistiques et à des réunions scientifiques à Kiev, Sofia, Tallinn, Chicago, Sydney, Galway (Irlande), Londres, Paris, Göttingen, ainsi qu'à de nombreuses réunions scientifiques dans toute l'ex-Yougoslavie. Il a donné des cycles de conférences à Uppsala et à Tokyo.
Il parlait une dizaine de langues étrangères.
Il est devenu membre d'institutions scientifiques locales et étrangères du plus haut rang, de sorte qu'en plus de la Serbie, il était membre des académies des sciences américaine, norvégienne, slovène, autrichienne, macédonienne et russe. Il était également membre de la Matica srpska, de la Fondation Vuk (Vukova zadužbina), de la Srpska književna zadruga (l'« Association littéraire serbe »), et du Udruženje književnika Srbije (l'« Association des écrivains de Serbie »).
Il a été l'un des signataires du Mémorandum de l'Académie serbe des sciences et des arts en 1986. Ce document rédigé par un comité de 16 membres de l'Académie donnait des vues controversées sur l'état de Yougoslavie et en appelait à une réorganisation fondamentale de la structure de l'État. Le thème principal du mémorandum était que la constitution yougoslave discriminait les Serbes et que la décentralisation conduisait à la désintégration du pays. Il affirmait que le développement de la Serbie était freiné par l'aide apportée aux autres parties de la Yougoslavie. Ce mémororendum a été officiellement dénoncé par le gouvernement yougoslave en 1986 parce qu'il constituait une incitation au nationalisme. La publication de ce mémorandum est parfois considérée comme un moment clé de la dislocation de la Yougoslavie.

## Postérité
Depuis 2000, le prix Pavle-Ivić est décerné par le Slavističko društvo Srbije (la « Société de slavistique de Serbie ») pour récompenser le meilleur travail dans le domaine des études linguistiques slaves en Serbie.

## Ouvrages et contributions
- (sh) Pavle Ivić, Dijalektologija srpskohrvatskog jezika: Uvod i štokavsko narečje [« Dialectologie de la langue serbo-croate : introduction et dialecte chtokavien »], Novi Sad, Matica srpska, 1956, 218 p. (lire en ligne) (réédité en 1985 et 2001)
- (sr) Pavle Ivić, Srpski narod i njegov jezik [« Le Peuple serbe et sa Langue »], Belgrade, Srpska književna zadruga, 1971, 327 p. (lire en ligne) (réédité en 1986 et 2001)
- (sr) Pavle Ivić, Istorija srpskog naroda : Od najstarijih vremena do Maričke bitke (1371) [« Histoire du peuple serbe : Des temps les plus reculés jusqu'à la bataille de la Maritsa »], vol. 1, Belgrade, Srpska književna zadruga, 1981 (lire en ligne), « Jezik i njegov razvoj do druge polovine XII veka (La langue et son développement jusqu'à la seconde moitié du XIIe siècle) »
- (sr) Pavle Ivić, Istorija srpskog naroda : Od najstarijih vremena do Maričke bitke (1371) [« Histoire du peuple serbe : Des temps les plus reculés jusqu'à la bataille de la Maritsa »], vol. 1, Belgrade, Srpska književna zadruga, 1981 (lire en ligne), « Jezik u nemanjićkoj eposi (La langue dans l'épopée des Nemanjić) »
- (sr) Pavle Ivić et Jovan Kašić, Istorija srpskog naroda : Od Prvog ustanka do Berlinskog kongresa 1804-1878 [« Histoire du peuple serbe : Du Premier soulèvement jusqu'au Congrès de Berlin (1804-1878) »], vol. 5, t. 2, Belgrade, Srpska književna zadruga, 1981 (lire en ligne), « Kulturna istorija Srba u XIX veku (do sedamdesetih godina) (L'histoire culturelle de la Serbie au XIXe siècle (jusqu'aux années 1870)) », p. 309-380
- (sr) Pavle Ivić, Istorija srpskog naroda : Doba borbi za očuvanje i obnovu države (1371-1537) [« Histoire du peuple serbe : L'ère des luttes pour la préservation et la reconstruction de l'État (1371-1537) »], vol. 2, Belgrade, Srpska književna zadruga, 1982 (lire en ligne), « Književni i narodni jezik kod Srba (La langue littéraire et vernaculaire des Serbes) », p. 519-534
- (sr) Pavle Ivić et Aleksandar Mladenović, Istorija srpskog naroda : Srbi u XVIII veku [« Histoire du peuple serbe : Les Serbes au XVIIIe siècle »], vol. 4, t. 2, Belgrade, Srpska književna zadruga, 1986 (lire en ligne), « O jeziku kod Srba u razdoblju od 1699. do 1804. godine (À propos de la langue des Serbes dans la période de 1699 à 1804) », p. 69-106
- (sr) Pavle Ivić, O slovenskim jezicima i dijalektima [« À propos des langues et dialectes slaves »], Niš, Prosveta, 1991
- (sr) Pavle Ivić, Iz istorije srpskohrvatskog jezika [« De l'histoire de la langue serbo-croate »], Niš, Prosveta, 1991
- (sr) Pavle Ivić, Iz srpskohrvatske dijalektologije [« De la dialectologie serbo-croate »], Niš, Prosveta, 1991
- (sr) Pavle Ivić, Istorija srpskog naroda : Srbi pod tuđinskom vlašću 1537-1699 [« Histoire du peuple serbe : Les Serbes sous domination étrangère (1537-1699) »], vol. 3, t. 2, Belgrade, Srpska književna zadruga, 1993 (lire en ligne), « Jezičke prilike Srba u razdoblju od 1537. do 1699. godine (La condition linguistique des Serbes dans la période de 1537 à 1699) », p. 105-134
- (sr) Pavle Ivić (directeur éditorial, préfacier, coauteur), Istorija srpske kulture [« Histoire de la culture serbe »], Gornji Milanovac-Belgrade, Dečje novine et Udruženje izdavača i knjižara Jugoslavije, 1996 (lire en ligne), « Pristup knjizi "Istorija srpske kulture" (Accès au livre Histoire de la culture serbe) » - On peut lire la préface en serbe sur le site du Projet Rastko.
- (sr) Pavle Ivić (directeur éditorial, préfacier, coauteur), Istorija srpske kulture [« Histoire de la culture serbe »], Gornji Milanovac-Belgrade, Dečje novine et Udruženje izdavača i knjižara Jugoslavije, 1996 (lire en ligne), « Književni jezik kao instrument kulture i produkt istorije naroda (La langue littéraire comme instrument de culture et produit de l'histoire nationale) » - On peut lire le chapitre en serbe ou en anglais sur le site du Projet Rastko.
- (sr) Pavle Ivić (directeur éditorial, préfacier, coauteur) et Mitar Pešikan, Istorija srpske kulture [« Histoire de la culture serbe »], Gornji Milanovac-Belgrade, Dečje novine et Udruženje izdavača i knjižara Jugoslavije, 1996 (lire en ligne), « Srpsko štamparstvo (L'imprimerie serbe) » - On peut lire le chapitre en serbe ou en anglais sur le site du Projet Rastko.
- (sr) Pavle Ivić, Pregled istorije srpskog jezika [« Un Aperçu de l'histoire de la langue serbe »], Sremski Karlovci-Novi Sad, Izdavačka knjižarnica Zorana Stojanovića, 1998 (lire en ligne) (réédité en 2004)
- (sr) Pavle Ivić, « Srpski dijalekti i njihova klasifikacija (I) » [« Les dialectes serbes et leur classification (I) »], Zbornik Matice srpske za filologiju i lingvistiku, vol. 41-2,‎ 1998, p. 113-132
- (sr) Pavle Ivić, « Srpski dijalekti i njihova klasifikacija (II) » [« Les dialectes serbes et leur classification (II) »], Zbornik Matice srpske za filologiju i lingvistiku, vol. 42,‎ 1999, p. 303-354
- (sr) Pavle Ivić, « Srpski dijalekti i njihova klasifikacija (III) » [« Les dialectes serbes et leur classification (III) »], Zbornik Matice srpske za filologiju i lingvistiku, vol. 44 (1-2),‎ 2001, p. 175-209
- (sr) Pavle Ivić, Srpski dijalekti i njihova klasifikacija [« Les Dialectes serbes et leur Classification »], Sremski Karlovci-Novi Sad, Izdavačka knjižarnica Zorana Stojanovića, 2009